# Манна бабка
Манна бабка — слобідсько-українська страва, крута каша з манних круп з цукром та родзинками, інколи також з додаванням маку чи ягід.

## Інгредієнти
- 1 л молока
- 2 курячих яйця
- 1 стакан манних крупів
- 2 столові ложки вершкового масла
- 4 столові ложки цукру
- 1 пучка солі
- 1 пакетик ванільного цукру[1]

Для смаку до манної бабки додають також мак, родзинки та ягоди.

## Приготування
- Крок 1: Жовтки відокремити від білків і розтерти до білого з 80 г цукру.
- Крок 2: Всипати просіяну манку. Добре перемішати, щоб вийшло негусте тісто.
- Крок 3: Білки збити в пишну піну і акуратно додати до тіста. Збивати краще вручну — тоді бабка вийде пишнішою.
- Крок 4: Готове тісто перелити в змазану і присипану манкою форму, краще роз'ємну, адже з цільної форми складніше дістати готового коржа. Поставити у гарячу духовку (220°С) на 25 хвилин, допоки не зарум'яниться.
- Крок 5: Тим часом закип'ятити молоко з цукром та ваніллю.
- Крок 6: Не виймаючи повністю манника з духовки, полити його гарячим молоком (корж при цьому трохи осяде) й запікати ще 10 хвилин.
- Крок 7: Готову манну бабку трохи остудити й виймати з раз'ємної форми. Подавати, поливаючи сиропом[2].